# Katie Mactier
Katie Mactier, född den 23 mars 1975 i Melbourne, Australien, är en australisk tävlingscyklist som tog silver i cykelförföljelsen vid olympiska sommarspelen 2004 i Aten.